# باولو بورتو
باولو بورتو (بالبرتغالية: Paulo Porto‏) هو منتج أفلام وكاتب سيناريو ومخرج وممثل برازيلي، ولد في 1 سبتمبر 1917 بمورياي في البرازيل، وتوفي في 3 يوليو 1999 بريو دي جانيرو في البرازيل.

## وصلات خارجية
- باولو بورتو على موقع IMDb (الإنجليزية)
- باولو بورتو على موقع ألو سيني (الفرنسية)
- باولو بورتو على موقع أول موفي (الإنجليزية)
- باولو بورتو على موقع قاعدة بيانات الفيلم (الإنجليزية)
- باولو بورتو على موقع كينوبويسك (الروسية)